# Ким Чан Ен
Ким Чан Ен, другой вариант — Ким Чан-Ен (26 октября 1914 года, Китай — 14 января 1970 года, Ташкентская область) — звеньевой Нижне-Чирчикского района Ташкентской области, Узбекская ССР. Герой Социалистического Труда (1951).

## Биография
Родился в 1914 году в крестьянской семье в Китае. В 1923 году вместе с родными переехал на российский Дальний Восток. Проживал в селе Опонен Киевской волости Ольгинского уезда Приморской губернии.
В 1933 году окончил семилетку. В 1934 году отправился в Москву, чтобы продолжить своё образование, однако его планы не осуществились и он стал работать в московской типографии «Искра революции». В 1937 году поступил на учёбу в Московский строительный техникум. В 1938 году получил специальность «оправщик».
С 1938 года трудился в колхозе имени Димитрова Нижне-Чирчикского района на колхозных стройках. В 1941 по 1943 года — на трудовом фронте на спецработе в городе Ангрен Ташкентской области. С 1943 года продолжил работать молотобойцем, рядовым колхозником, звеньевым полеводческого звена в колхозе имени Димитрова Нижне-Чирчикского района
В 1950 году звено под руководством Ким Чан Ена собрало в среднем с каждого гектара по 94,4 центнеров зеленцового стебля кенафа на участке площадью 10,1 гектаров. Указом Президиума Верховного Совета СССР от 17 июля 1951 года удостоен звания Героя Социалистического Труда за «получение высоких урожаев зеленцового стебля кенафа на поливных землях при выполнении колхозом обязательных поставок и контрактации по всем видам сельскохозяйственной продукции, натуроплаты за работу МТС в 1950 году и обеспеченности семенами всех культур в размере полной потребности для весеннего сева 1951 года» с вручением ордена Ленина и золотой медали «Серп и Молот».
В дальнейшем трудился прорабом, кассиром в этом же колхозе.
В 1963 году вышел на пенсию. Персональный пенсионер союзного значения. Скончался в январе 1970 года. Похоронен на кладбище бывшего колхоза имени Димитрова Нижне-Чирчикского района.
Награды
- Герой Социалистического Труда
- Орден Ленина
- Медаль «За доблестный труд в Великой Отечественной войне 1941—1945 гг.»